# Don Knotts

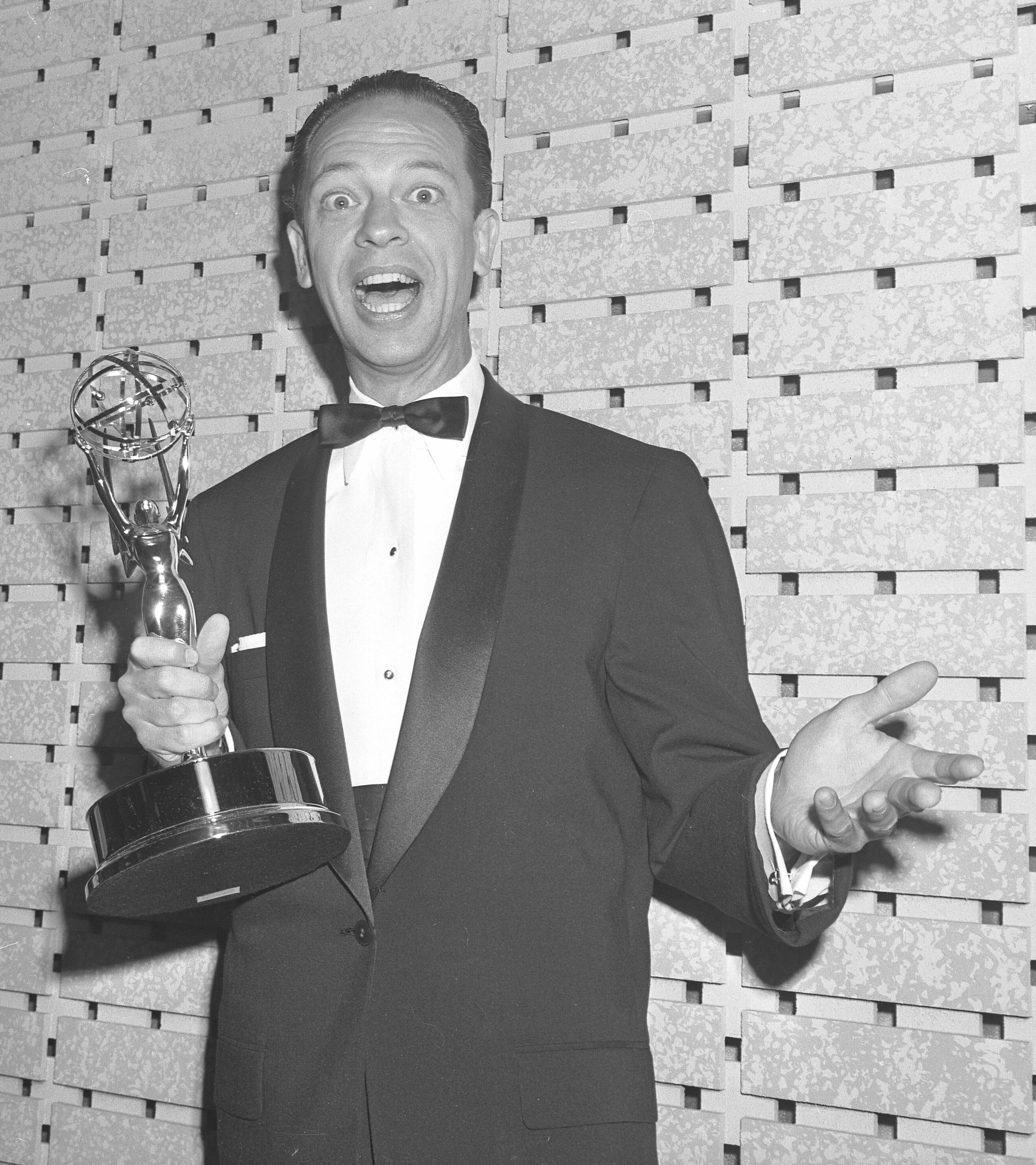
Don Knotts mit einem seiner fünf Emmys (1961)

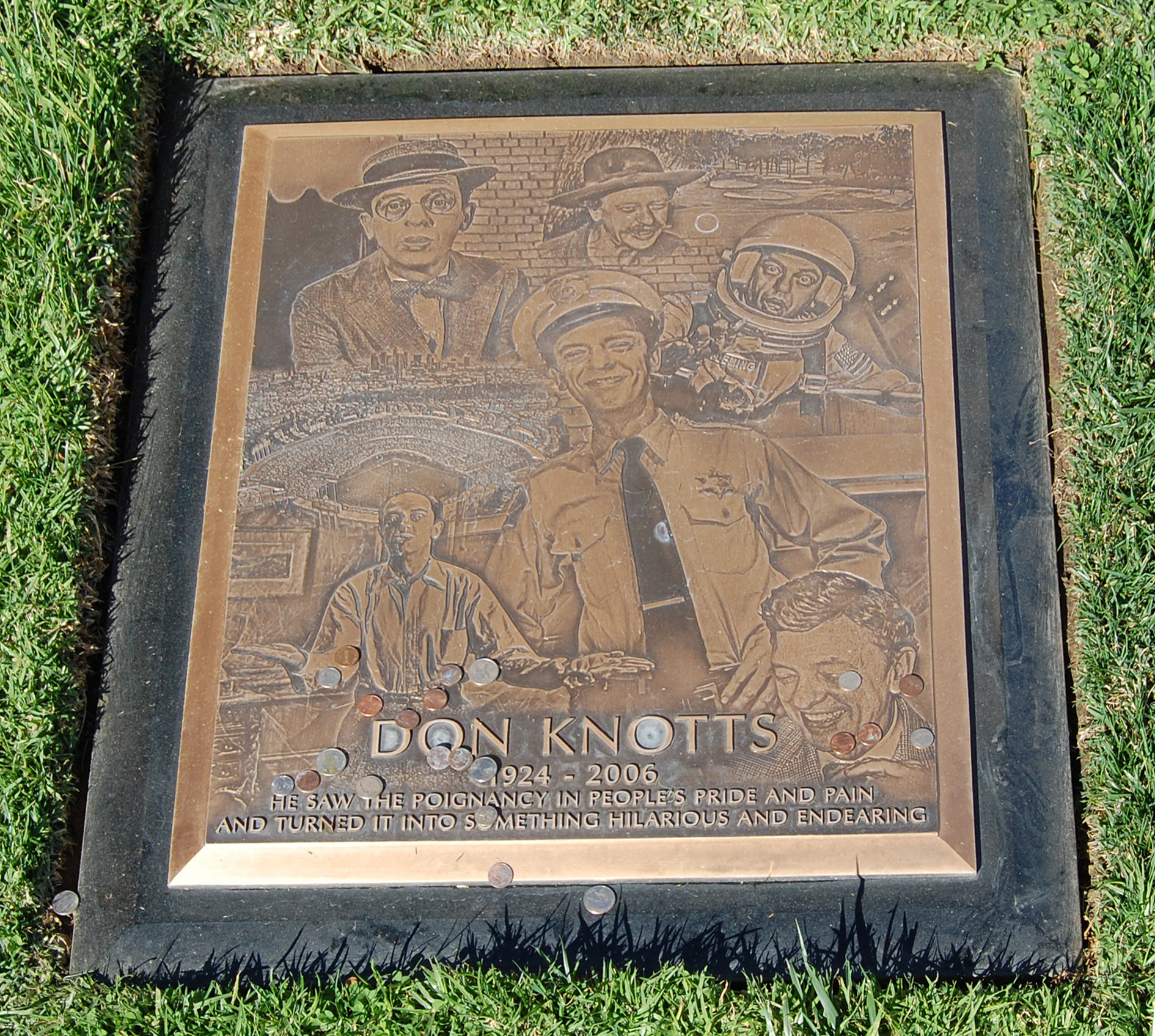
Knotts’ Grab auf dem Westwood Village Memorial Park Cemetery in Los Angeles

Jesse Donald „Don“ Knotts (* 21. Juli 1924 in Morgantown, West Virginia; † 24. Februar 2006 in Beverly Hills, Kalifornien) war ein US-amerikanischer Schauspieler und Komiker, der häufig in Rollen auftrat, in denen er einen vom Schicksal geplagten, nervösen, meist linkischen Alltagstyp verkörperte.

## Leben
Während des Zweiten Weltkriegs arbeitete Don Knotts als Entertainer bei der Truppenbetreuung. Für seinen Einsatz im Krieg wurde er mit der World War II Victory Medal ausgezeichnet. Nach seiner Rückkehr schloss er ein zuvor an der West Virginia University begonnenes Studium der Theaterwissenschaft ab, um danach zunächst als Komiker in Nachtclubs und Radiosendungen aufzutreten. Daneben arbeitete er als Bühnendarsteller am Broadway. 1956 brachte ihm ein Engagement als Fernsehkomiker in Steve Allens Tonight Show den künstlerischen Durchbruch. Der kleine, schmächtige Knotts verkörperte darin vor allem den Typus des vom Schicksal geplagten Alltagsmenschen.
1960 engagierte ihn Andy Griffith, den er noch von seiner Arbeit am Broadway kannte und neben dem er bereits 1958 sein Filmdebüt in No Time for Sergeants (Keine Zeit für Unteroffiziere) gehabt hatte, als Darsteller für die Andy Griffith Show. Fünf Jahre lang spielte Knotts in dieser Comedy-Serie um die Arbeit eines Sheriffs in einer Kleinstadt im Süden der USA den hypernervösen Deputy Barney Fife, den Vetter der Hauptfigur. Für diese Rolle, die ihn zu einem der beliebtesten Fernsehkomiker dieser Zeit machte, wurde Knotts insgesamt fünf Mal mit einem Emmy ausgezeichnet.
1970 erhielt er mit The Don Knotts Show eine eigene, wenn auch kurzlebige Fernsehshow. In den Folgejahren trat er in eher mäßig erfolgreichen Komödien auf und gab Gastauftritte in verschiedenen Fernsehserien. Erst 1979 gelang ihm in der Sitcom Herzbube mit zwei Damen ein Comeback. Knotts verkörperte als Ralph Furley vom dritten Jahr der Erfolgsserie bis zu ihrem Ende 1984 den argwöhnischen und hysterischen Vermieter der drei Hauptcharaktere (u. a. John Ritter). Danach wurden seine Gastrollen wieder zahlreicher. Mit seinem Kollegen Tim Conway zusammen bildete er vielen Filmen und Fernsehproduktionen ein erfolgreiches Komikerduo, dessen Image Knotts und Conway mitunter auch bei Gastauftritten in Fernsehserien wie Mord ist ihr Hobby gnadenlos parodierten. Außerdem spielte Knotts u. a. die wiederkehrende Rolle des Les Calhoun in der Anwaltsserie Matlock seines alten Freundes Andy Griffith.
Daneben verkörperte Knotts meist komische Rollen, u. a. in Stanley Kramers Gesellschaftssatire Eine total, total verrückte Welt (neben Spencer Tracy), neben Doris Day in Eine zuviel im Bett, in einer Reihe von Walt-Disney-Komödien wie Die Semmelknödel-Bande (1975) oder Der tolle Käfer in der Rallye Monte Carlo (1977), als Fernsehtechniker neben Reese Witherspoon in Pleasantville – Zu schön, um wahr zu sein sowie neben einem Aufgebot amerikanischer Stars (u. a. Burt Reynolds, Dean Martin und Sammy Davis, Jr.) in Auf dem Highway ist wieder die Hölle los.
Darüber hinaus lieh Knotts seine Stimme einer Vielzahl von Zeichentrickfiguren, so auch in seiner letzten Produktion – als „Bürgermeister von Vogelwitz“ in der Disney-Komödie Himmel und Huhn.
Seit dem Jahr 2000 ist Knotts ein Stern auf dem Hollywood Walk of Fame (7083 Hollywood Blvd.) für seine Arbeit beim Fernsehen gewidmet.

## Filmografie (Auswahl)
- 1956–1960: The Steve Allen Show (Fernsehserie)
- 1958: Blindgänger der Kompanie (No Tim for Sergeants)
- 1960: Unrasiert und fern der Heimat (Wake Me When It's Over)
- 1960–1968: Andy Griffith Show (The Andy Griffith Show; Fernsehserie, 162 Folgen)
- 1961: Der Held der Etappe (The Last Time I Saw Archie)
- 1963: Eine total, total verrückte Welt (It’s a Mad Mad Mad Mad World)
- 1963: Eine zuviel im Bett (Move Over, Darling)
- 1964: Der erstaunliche Mr. Limpet (The Incredible Mr. Limpet)
- 1966: The Ghost and Mr. Chicken
- 1967: Der unwillige Astronaut (The Reluctant Astronaut)
- 1968: The Shakiest Gun in the West
- 1969: Sexualprotz wider Willen (The Love God?)
- 1970–1971: The Don Knotts Show (Fernsehserie, 22 Folgen)
- 1971: How to Frame a Figg
- 1975: Die Semmelknödel-Bande (The Apple Dumpling Gang)
- 1976: Das große Ferienabenteuer (No Deposit, No Return)
- 1976: Gus
- 1977: Der tolle Käfer in der Rallye Monte Carlo (Herbie Goes to Monte Carlo)
- 1978: Heiße Schüsse, kalte Füße (Hot Lead and Cold Feet)
- 1979: Die Rückkehr der Semmelknödelbande (The Apple Dumpling Gang Rides Again)
- 1979–1984: Herzbube mit zwei Damen (Three’s Company; Fernsehserie, 115 Folgen)
- 1979/1987: Love Boat (Fernsehserie, 2 Folgen)
- 1980: Sechs Leichen und kein Mord (The Private Eyes)
- 1984: Auf dem Highway ist wieder die Hölle los (Cannonball Run II)
- 1988–1992: Matlock (Fernsehserie, 17 Folgen)
- 1996: Mein liebster Feind (Big Bully)
- 1997: Danny der Kater (Cats Don't Dance, Stimme)
- 1998: Pleasantville – Zu schön, um wahr zu sein (Pleasantville)
- 2000: Jamie und die Fünflinge (Quints, Fernsehfilm)
- 2005: Die wilden Siebziger (That ’70s Show; Fernsehserie, Folge Stone Cold Crazy)
- 2005: Himmel und Huhn (Chicken Little, Stimme)
- 2006: Air Buddies – Die Welpen sind los (Air Buddies, Stimme)